# Adrana sowerbyana
Adrana sowerbyana – gatunek małża morskiego należącego do podgromady pierwoskrzelnych.
Muszla wielkości: 6,7 cm, szerokość 1,2 cm, kształtu wydłużonego. Występuje na głębokości 18 metrów.
Są rozdzielnopłciowe, bez zaznaczonych różnic płciowych w budowie muszli. Odżywiają się planktonem oraz detrytusem.
Występuje od Panamy do Ekwadoru.